# 2017年中国大洪水
2017年中国大洪水は、2017年6月22日から7月にかけて中国の中南部で豪雨により発生した大規模な洪水。主な被災地は広東省、広西チワン族自治区、湖南省、湖北省、江西省、江蘇省、安徽省、浙江省、河南省、山東省であり、湖南省は被害の最も深刻な地域である。中国全土で60以上の河川が警戒水位を超えて、洪水による死者は少なくとも90名に達し、損害額はおよそ250億人民元に達した。

## 被害

### 重慶市
豪雨により201市道が土砂崩れで寸断された。市内の烏江の水位も警戒水位を超えた。

### 湖南省
7月1日、湖南省の民政部門による統計によれば、この豪雨により、湘西州、懐化市、益陽市など11市州16個所が被災した。合わせて7人が死亡、1人が行方不明、被害を受けた人は115.9万人に上った。8.2万人が一時避難し、生活救助が必要な人は3.8万人にのぼった。976戸1004間の家屋が倒壊し、969戸2172間が重度な損害、12725戸26799間が軽度な損害を受けた。農地の被害面積は9.08万haであり、うち収穫が不可能な農地の面積は1.14万haである。洪水による直接な経済損失は19.3億元である。また、省内の湘江、瀏陽河、撈刀河、潙水河、資江、沅江など主な河川の水位は警戒水位を超えた。また、7月1日に市内で陣頭指揮を行っていた湘郷市政治協商会議の劉鶴群副主席が洪水に押し流されて死亡した。

### 広西チワン族自治区
洪水により区内に20人が死亡し、14人が行方不明となっていた。桂林市、柳州市、河池市などの河川の水位は危険水位を超えた。

### 貴州省
都勻市の一部地域は豪雨に襲われた。

### 江西省
豪雨が江西省北西部を襲い、洪水により7人が死亡、7人が行方不明となっていた。